# Théophano d'Athènes
Théophano (en grec ancien : Θεοφανώ), morte après 813, était l'impératrice consort de l'empereur byzantin Staurakios. D'après les chroniques de Théophane le Confesseur, Théophano était une parente d'Irène l'Athénienne (qui régna de 797 à 802). Les deux femmes étaient originaires d'Athènes, mais la nature de la relation entre elles n'est pas connue.

## Biographie
Le 20 décembre 807, Théophano épouse Staurakios, fils de l'empereur Nicéphore Ier. La date de leur mariage est mentionnée dans les écrits de Théophane. Staurakios était le seul fils de Nicéphore, et codirigeait l'empire avec son père depuis 803. Avant son mariage avec Staurakios, il semble que Théodora ait été fiancée à un autre homme, mais elle est quand même sélectionnée pour participer à un concours de prétendantes afin de choisir la future épouse de Stauriakios. Il est d'ailleurs probable qu'il ait été choisie afin d'apporter une légitimité à la nouvelle dynastie de par ses relations avec l'ancienne impératrice, Irène l'Athénienne.
Son beau-père semble avoir été veuf avant d'accéder au trône. En l'absence d'une impératrice senior, Theophano fut la seule impératrice au cours de son règne.
Le 26 juillet 811, Nicéphore est tué au combat contre les Krums de Bulgarie à la Bataille de Pliska. Une grande partie de l'armée byzantine est anéantie au cours de cette bataille, qui est considérée comme l'une des pires défaites de l'histoire byzantine. Parmi les rares survivants se trouve Staurakios qui succède à son père sur le trône.
Staurakios n'échappe cependant pas indemne de la bataille. Un coup d'épée reçu près du cou l'a laissé paralysé. Les membres de la garde impériale réussissent à le transférer à Andrinople, mais il ne se remettra jamais complètement de ses blessures. La question de la succession de Staurakios devient urgente, entraînant l'apparition de deux factions au sein de la cour. L'une est centrée autour de l'impératrice Théophano, épouse de l'Empereur, qui cherche à succéder à son mari. L'autre faction est centrée autour de la sœur de Staurakios, Procopia, qui souhaite placer son mari Michel Ier Rangabé sur le trône.
Staurakios aurait apparemment été sur le point de choisir Théophano comme son successeur, mais la possibilité de voir régner une nouvelle impératrice si peu de temps après Irène l'Athénienne semble avoir convaincu la noblesse d'apporter son appui à Michel et Procopia. D'autres facteurs possibles étaient la guerre permanente avec les Bulgares et les négociations avec Charlemagne sur la légalité de son titre impérial. Staurakios aurait été sommé par la noblesse de nommer Michel comme son successeur et d'abdiquer simultanément. L'abdication a lieu le 2 octobre 811.
Staurakios et Théophano se retirent alors pour se consacrer à la vie monastique. Théophane  le Confesseur indique que Théophano fonda son propre monastère. Le chroniqueur le mentionne au travers du nom curieux de "Ta Hebraïka". ce qui en grec se rapporterait à quelque chose appartenant aux Hébreux ou Juifs.
L'année du décès de Théophano n'est pas connue. Constantin VII indique qu'au Xe siècle Staurakios et Theophano partageaient la même sépulture au sein du monastère de la Sainte Trinité de Constantinople.

## Source de la traduction
- (en) Cet article est partiellement ou en totalité issu de l’article de Wikipédia en anglais intitulé « Theophano of Athens » (voir la liste des auteurs).